# Pavona minor
Pavona minor is een rifkoralensoort uit de familie van de Agariciidae. De wetenschappelijke naam van de soort is voor het eerst geldig gepubliceerd door Friedrich Brüggemann.